# Сборная Испании по бейсболу
Сборная Испании по бейсболу — сборная, представляющая Испанию на международных соревнованиях по бейсболу. Основана в 1953 году.
Испания занимает 4 место в Европейском и 16 место в Мировом рейтингах. Чемпионы Европы 1955 года. Участница первого Чемпионата Европы по бейсболу. Входит в шестерку сборных (Италия, Франция, Нидерланды, Бельгия,Германия), которые основали Европейскую федерация по бейсболу. В сборной Испании присутствуют игроки родом из Доминики, Кубы и Венесуэлы

## Результаты
Чемпионат мира по бейсболу
| - 1988 : 12-е - 1998 : 14-е - 2005 : 14-е - 2007 : 13-е - 2009 : 12-е |

Чемпионат Европы по бейсболу
| - 1954 : - 1955 : - 1956 : 4-е - 1957 : 4-е - 1958 : 5-е - 1960 : - 1962 : - 1964 : - 1965 : 4-е - 1967 : 4-е |  | - 1969 : - 1971 : 6-е - 1973 : - 1975 : 4-е - 1977 : 4-е - 1979 : не квалиф. - 1981 : не квалиф. - 1983 : 4-е - 1985 : 5-е - 1987 : |  | - 1989 : - 1991 : - 1993 : 5-е - 1995 : 4-е - 1997 : - 1999 : 5-е - 2001 : 6-е - 2003 : - 2005 : - 2007 : |  | - 2010 : 9-е - 2012 : - 2014 : |